# سیتسکه دو گروت
سیتسکه دو گروت (انگلیسی: Sytske de Groot؛ زادهٔ ۳ آوریل ۱۹۸۶) قایقران روئینگ اهل پادشاهی هلند است.